# Lansvale, New South Wales
Lansvale este o suburbie în Sydney, Australia.